# Cine Rio Grande
O Cine Rio Grande foi um importante cinema da cidade de Natal, capital do estado do Rio Grande do Norte.

## História
O cinema já era conhecido na capital potiguar desde o final do século XIX, mas foi só a partir da Segunda Guerra Mundial, da consequente instalação da Base Militar de Parnamirim, que as exibições de filmes na cidade se tornaram mais freqüentes.
No entanto, foi só em 1948 que Otacílio Maia, Rui Paiva, João Massena e Raul de Souza Ramalho fundaram a firma Moreira, Souza & Cia. e contrataram a empresa J. A. Camarinha & Cia., de Recife, para a construção do Cine Rio Grande, que recebeu este nome em homenagem ao estado.
Situado na confluência da Avenida Deodoro da Fonseca com a Praça Pio X, que posteriormente se tornaria o espaço da Catedral Nova, o cinema tinha os equipamentos mais modernos da época e lugares para 1.600 pessoas (ainda que as salas tenham sido projetas para 2.000 visitantes).
A noite de estréia se deu em 11 de fevereiro de 1949, às 21h, com a presença do governador José Augusto Varela e com o filme Minha Rosa Silvestre nas telas.
A partir da década de 1980, o cinema entrou numa fase de decadência, que posteriormente foi acentuada com a chegada de cinemas mais modernos como o do Natal Shopping, e o Cine Rio Grande não ficou de fora deste processo.
Já em 1991, Moacyr Maia criou o Cine Rio Verde, no mesmo prédio onde estava o Cine Rio Grande, mas com um espaço menor, e, após o seu falecimento, tanto o Rio Grande quanto o Rio Verde fecharam suas portas.